# 2974 Holden
A 2974 Holden (ideiglenes jelöléssel 1955 QK) a Naprendszer kisbolygóövében található aszteroida. Az Indianai Egyetem csillagászai fedezték fel 1955. augusztus 23-án.